# Modicogryllus buehleri
Modicogryllus buehleri är en insektsart som först beskrevs av Lucien Chopard 1954.  Modicogryllus buehleri ingår i släktet Modicogryllus och familjen syrsor. Inga underarter finns listade i Catalogue of Life.